# Saison 1 de Flash
Cet article concerne la première saison de la série télévisée de 2014. Pour les épisodes de la série télévisée de 1990, voir Flash (série télévisée, 1990).
Chronologie
Saison 2
La première saison de Flash (The Flash), série télévisée américaine, est constituée de vingt-trois épisodes et a été diffusée du 7 octobre 2014 au 19 mai 2015 sur The CW. L'intrigue suit Barry Allen, jeune scientifique travaillant pour la police de Central City, frappé par un éclair provoqué par l'explosion d'un accélérateur de particules dans les laboratoires de Harrison Wells, faisant de lui une personne exceptionnelle, capable de courir à des vitesses surhumaines.

## Synopsis
Barry Allen est un jeune scientifique travaillant pour la police de Central City. Une nuit, lorsqu'il avait 11 ans, il a été témoin d'un phénomène inexplicable et sa mère, prise au piège dans un tourbillon d'éclairs, a été assassinée par une entité mystérieuse. Son père a été accusé du meurtre et il purge une peine pour un crime qu'il n'a pas commis. 
Un jour, frappé par un éclair provoqué par l'explosion d'un accélérateur de particules dans les laboratoires S.T.A.R Labs de Harrison Wells, Barry va sombrer dans le coma pendant neuf mois. À son réveil, il découvrira qu'il peut courir à des vitesses surhumaines et guérir de façon accélérée. Pour le monde entier, Barry est un scientifique qui travaille pour la police, mais secrètement, avec l'aide de ses nouveaux amis, il utilise sa vitesse pour combattre le crime et trouver d'autres personnes comme lui, des méta-humains. Toutefois, son but premier est de découvrir qui a tué sa mère et faire réhabiliter son père.

## Distribution

### Acteurs principaux
- Grant Gustin (VF : Alexandre Gillet) : Barry Allen / l'Éclair rouge (The Streak en VO) (épisodes 1 à 6) puis Flash (depuis l'épisode 6)
- Candice Patton (VF : Jessica Monceau) : Iris West
- Danielle Panabaker (VF : Marie Diot) : Caitlin Snow
- Rick Cosnett (VF : Axel Kiener) : Eddie Thawne
- Carlos Valdes (VF : Antoine Schoumsky) : Cisco Ramon
- Tom Cavanagh (VF : Serge Faliu) : Dr Harrison Wells / Eobard Thawne / Reverse-Flash
- Jesse L. Martin (VF : Frantz Confiac) : l'inspecteur Joe West

### Acteurs récurrents
- Patrick Sabongui (en) (VF : Nessym Guetat) : le capitaine David Singh (16 épisodes)
- Ron Wear : officier de police (8 épisodes)
- John Wesley Shipp (VF : Philippe Catoire) : Henry Allen[2] (7 épisodes)
- Robbie Amell (VF : Anatole de Bodinat) : Ronnie Raymond / Firestorm[3] (7 épisodes)
- Logan Williams : Barry Allen, jeune (7 épisodes)
- Morena Baccarin (VF : Catherine Le Hénan) : Gideon (voix[4]) (6 épisodes)
- Malese Jow (VF : Olivia Luccioni) : Linda Park[5] (5 épisodes)
- Michelle Harrison (VF : Ivana Coppola) : Nora Allen (5 épisodes)
- Wentworth Miller (VF : Xavier Fagnon) : Leonard Snart / Captain Cold[6] (5 épisodes)
- Clancy Brown (VF : Bernard Métraux) : le général Wade Eiling[7] (4 épisodes)
- Victor Garber (VF : Gabriel Le Doze) : Dr Martin Stein / Firestorm[8](4 épisodes)
- Roger Howarth (en) (VF : Jean-Baptiste Marcenac) : Mason Bridge[9] (4 épisodes)
- Dominic Purcell (VF : Éric Aubrahn) : Mick Rory / Heat Wave[10] (4 épisodes)

### Invités
- Chad Rook (VF : Laurent Maurel) : Clyde Mardon (épisodes 1 et 15)
- Al Sapienza (VF : Alexandre Cross) : inspecteur Fred Chyre (épisode 1)
- William Sadler (VF : Hervé Jolly) : Simon Stagg (épisode 2)
- Michael Christopher Smith : Danton Black / Multiplex (épisode 2)
- Anthony Carrigan (VF : Cédric Dumond) : Kyle Nimbus / The Mist(épisodes 3 et 22)
- Kelly Frye (en) (VF : Armelle Gallaud) : sergent Bette Sans Souci / Plastique[11] (épisode 5)
- Greg Finley (VF : Valentin Merlet) : Tony Woodward / Girder[12] (épisodes 6 et 7)
- Michael Reventar (en) : Farooq Gibran / Blackout (épisode 7)
- Paul Anthony : Roy G. Bivolo / Rainbow Raider (épisodes 8 et 22)
- Amanda Pays (VF : Véronique Augereau) : Dr Tina McGee[13] (épisodes 9 et 18)
- Luc Roderique (VF : Diouc Koma) : Jason Rusch (épisode 10)
- Peyton List (VF : Stéphanie Hédin) : Lisa Snart / Golden Glider[14] (épisodes 10, 16 et 22)
- Tom Butler : Eric Larkin (épisode 11)
- Andy Mientus (en) (VF : Alexis Tomassian) : Hartley Rathaway / Pied Piper[15] (épisodes 11 et 12)
- Britne Oldford (VF : Laëtitia Lefebvre) : Shawna Baez / Peek-a-Boo (épisodes 12 et 22)
- Micah Parker (VF : Jean-François Cros) : Clay Parker (épisode 12)
- Isabella Hofmann (en) (VF : Sylvie Genty) : Clarissa Stein (épisodes 13 et 14)
- Chase Masterson : Sherry (épisode 13)
- Bill Dow : Quentin Quale (épisode 13)
- David Sobolov (en) : Gorilla Grodd (voix - épisodes 14 et 21)
- Liam McIntyre (VF : Raphaël Cohen) : Mark Mardon / Weather Wizard[16] (épisodes 15, 16 et 22)
- Nicholas Gonzalez (VF : Jérôme Berthoud) : Dante Ramon[17] (épisode 16)
- Bre Blair (VF : Barbara Kelsch) : Tess Morgan (épisode 17)
- Mark Hamill (VF : Dominique Collignon-Maurin) : James Jesse / The Trickster[18] (épisode 17)
- Matt Letscher (VF : François Raison) : Eobard Thawne / Reverse-Flash (épisodes 17 et 23)
- Devon Graye (VF : Pierre Tessier) : Axel Walker / The Trickster[19] (épisode 17)
- Vito D'Ambrosio : le maire Tony Bellows[20] (épisode 17)
- Emily Kinney (VF : Zina Khakhoulia) : Brie Larvan / Bug-Eyed Bandit[21] (épisode 18)
- Danielle Nicolet (VF : Julie Dumas) : Cecile Horton, le procureur (épisodes 19 et 22)
- Martin Novotny : Hannibal Bates / Everyman (épisodes 19 et 20)
- Doug Jones (VF : Patrick Osmond) : Jake Simmons / Deathbolt[22] (épisode 22)
- Ciara Renée : Kendra Saunders / Hawkgirl (épisode 23)

### Invités des séries du même univers
- Stephen Amell (VF : Sylvain Agaësse) : Oliver Queen / Arrow (épisodes 1, 8 et 22)
- Emily Bett Rickards (VF : Aurore Bonjour) : Felicity Smoak (épisodes 4, 8 et 18)
- Robert Knepper (VF : Christian Visine) : le Roi du Temps (épisode 7)
- Anna Hopkins (VF : Olivia Nicosia) : Samantha Clayton (épisode 8)
- David Ramsey (VF : Namakan Koné) : John Diggle (épisode 8)
- Brandon Routh (VF : Adrien Antoine) : Ray Palmer / Atom (épisodes 18 et 23)
- Katie Cassidy (VF : Anne Tilloy) : Laurel Lance / Black Canary (épisode 19)
- Paul Blackthorne (VF : Loïc Houdré) : le capitaine Quentin Lance (épisode 19)
- Caity Lotz : Sara Lance / White Canary (épisode 23)

## Production

### Développement
Le 29 janvier 2014, The CW a officiellement commandé un épisode pilote écrit par Greg Berlanti, Andrew Kreisberg et Geoff Johns puis réalisé par David Nutter et la série sera toujours liée à Arrow car c'est là que Barry Allen est apparu en premier.
Le 9 mai 2014, le réseau CW annonce officiellement la commande de la série.
Le 21 octobre 2014, The CW commande une saison complète de vingt-trois épisodes.

### Diffusions
Aux États-Unis, la saison a été diffusée en simultané du 7 octobre 2014 au 19 mai 2015 sur The CW et sur CTV au Canada.
La diffusion francophone va se dérouler ainsi :
Au Québec, la saison a été diffusée du 26 juin 2015 au 14 août 2015 sur Club Illico ;
En France, du 1er juillet 2015 au 10 septembre 2015 sur TF1 ;
En Belgique du 22 novembre 2015 au 22 janvier 2017 sur La Deux
Toutefois, elle reste encore inédite dans les autres pays francophones.

## Liste des épisodes
1. Frappé par la foudre
2. L'Homme le plus rapide du monde
3. Brume toxique
4. Gelé sur place
5. La Bombe humaine
6. Battre le fer
7. Blackout
8. Flash contre Arrow
9. Le Rayon jaune
10. Captain Glaçons
11. La Revanche du disciple
12. La Téléporteuse
13. Le Flambeau humain
14. Relation fusionnelle
15. Hors du temps
16. Si le futur m'était conté
17. Trickster
18. La Piqûre de la trahison
19. Monsieur tout le monde
20. La Chambre forte du temps
21. Grodd le gorille
22. Alliances inattendues
23. Un dilemme cornélien

### Épisode 1:Frappé par la foudre
- États-Unis /  Canada : 7 octobre 2014 sur The CW[30] / CTV[31]
- Québec : 26 juin 2015 sur Club Illico[26]
- France : 1er juillet 2015 sur TF1[27],[32]
- Belgique : 22 novembre 2015 sur La Deux[29]

- États-Unis : 4,83 millions de téléspectateurs[33] (première diffusion)
- Canada : 3,11 millions de téléspectateurs[34],[35] (première diffusion + différé 7 jours)
- France : 2,48 millions de téléspectateurs[36] (première diffusion)

- Al Sapienza (Fred Chyre)
- Chad Rook (Clyde Mardon)
- Rowan Longworth (Albert)
- Fulvio Cecere (Vukovich)
- Brendon Zub (Kyle)
- Stephen Amell (Oliver Queen / Green Arrow)
- Michelle Harrison (Nora Allen)
- Logan Williams (Barry Allen jeune)

- Dans cet épisode, deux des ennemis principaux de Flash sont présents. Au début de l'épisode, lorsque Barry Allen enfant rentre chez lui, il voit « Reverse-Flash » (un voyageur temporel du 22e siècle), un ennemi notoire de Flash dans les comics (responsable de l'assassinat de la mère de Flash) mais il ne le connait pas encore. Puis, lors d'une autre scène, une cage vide à STAR Labs avec le nom d'un autre ennemi de Flash dans les comics : Grodd, est révélé.
- On peut noter l'arrivée de Clyde Mardon alias Weather Wizard faisant partie dans le futur de Flash et dans les comics aux "Lascars (Rogues)". Une équipe de super-vilain notoire ennemi de Flash. Il est dans cette série "Weather Wizard" à la place de son frère "Marco Mardon" qui l'est dans les comics.
- Clin d'œil à Green Lantern : Barry Allen teste ses pouvoirs avec l'aide du Dr Harrison Wells et ses deux assistants (Dr Caitlin Snow et Cisco Ramon) sur un terrain appartenant à Ferris Aircraft. Hal Jordan (alias Green Lantern) travaille dans cette société dans les comics à ses débuts.
- À la fin de l'épisode, il est possible de remarquer que le Dr Harrison Wells n'est pas paraplégique et qu'il connait le futur de Flash : lorsqu'il entre dans une pièce secrète où il consulte par image holographique le journal The Central City Citizen daté du 25 avril 2024 qui fait ainsi référence à la disparition en mission de Flash durant la Crisis on Infinite Earths un des événements majeurs des séries DC Comics.

### Épisode 2:L'Homme le plus rapide du monde
- États-Unis /  Canada : 14 octobre 2014 sur The CW / CTV
- Québec : 26 juin 2015 sur Club Illico
- France : 2 juillet 2015 sur TF1[32]
- Belgique : 22 novembre 2015 sur La Deux

- États-Unis : 4,27 millions de téléspectateurs[37] (première diffusion)
- Canada : 2,57 millions de téléspectateurs[38] (première diffusion + différé 7 jours)
- France : 1,69 million de téléspectateurs[36] (première diffusion)

- William Sadler (Simon Stagg)
- Michael Christopher Smith (Danton Black / Multiplex)

### Épisode 3:Brume toxique
- États-Unis /  Canada : 21 octobre 2014 sur The CW / CTV
- Québec : 26 juin 2015 sur Club Illico
- France : 8 juillet 2015 sur TF1
- Belgique : 22 novembre 2015 sur La Deux

- États-Unis : 3,59 millions de téléspectateurs[39] (première diffusion)
- Canada : 2,55 millions de téléspectateurs[40] (première diffusion + différé 7 jours)
- France : 2,09 millions de téléspectateurs[41] (première diffusion)

- Robbie Amell (Ronnie Raymond)
- Anthony Carrigan (Kyle Nimbus)

### Épisode 4:Gelé sur place
- États-Unis /  Canada : 28 octobre 2014 sur The CW / CTV
- Québec : 3 juillet 2015 sur Club Illico
- France : 9 juillet 2015 sur TF1
- Belgique : 29 novembre 2015 sur La Deux

- États-Unis : 3,53 millions de téléspectateurs[42] (première diffusion)
- Canada : 2,52 millions de téléspectateurs[43] (première diffusion + différé 7 jours)
- France : 1,52 million de téléspectateurs[41] (première diffusion)

- Emily Bett Rickards (Felicity Smoak)
- Wentworth Miller (Leonard Snart / Captain Cold)

### Épisode 5:La Bombe humaine
- États-Unis /  Canada : 11 novembre 2014 sur The CW / CTV
- Québec : 3 juillet 2015 sur Club Illico
- France : 15 juillet 2015 sur TF1
- Belgique : 29 novembre 2015 sur La Deux

- États-Unis : 3,46 millions de téléspectateurs[44] (première diffusion)
- Canada : 2,25 millions de téléspectateurs[45] (première diffusion + différé 7 jours)
- France : 2,11 millions de téléspectateurs[46] (première diffusion)

- Kelly Frye (Sergent Bette Sans Souci / Plastique)
- Clancy Brown (Major-Général Wade Eiling)

### Épisode 6:Battre le fer
- États-Unis /  Canada : 18 novembre 2014 sur The CW / CTV
- Québec : 3 juillet 2015 sur Club Illico
- France : 16 juillet 2015 sur TF1
- Belgique : 6 décembre 2015 sur La Deux

- États-Unis : 3,73 millions de téléspectateurs[47] (première diffusion)
- Canada : 2,34 millions de téléspectateurs[48] (première diffusion + différé 7 jours)
- France : 1,67 million de téléspectateurs[46] (première diffusion)

- Greg Finley (Tony Woodward)

### Épisode 7:Blackout
- États-Unis /  Canada : 25 novembre 2014 sur The CW / CTV
- Québec : 10 juillet 2015 sur Club Illico
- France : 22 juillet 2015 sur TF1
- Belgique : 6 décembre 2015 sur La Deux

- États-Unis : 3,47 millions de téléspectateurs[49] (première diffusion)
- Canada : 2,15 millions de téléspectateurs[50] (première diffusion + différé 7 jours)
- France : 2,11 millions de téléspectateurs[51] (première diffusion)

- Robert Knepper (William Tockman/le Roi du Temps)
- Michael Reventar (Farooq Gibran/Blackout)
- Greg Finley (Tony Woodward)

- Robert Knepper est déjà apparu dans l'épisode 14 de la deuxième saison d’Arrow avant d'apparaître dans la série.
- Bien qu'Anthony Carrigan (Kyle Nimbus) n'apparaisse pas dans l'épisode, il est possible de voir la fumée verte qu'il génère dans les cellules de S.T.A.R. Labs.
- Ralph Dibny est cité comme l'une des victimes de l'explosion de l'accélérateur de particules provoqué par Eobard Thawne sous l'identité du Dr Harrison Wells. Cependant, à suite du Flashpoint, créé par Barry à la fin de la 2e saison, celui-ci se trouve épargné, puisqu'il rejoint la Team Flash dès la quatrième saison.
- La liste des victimes de l'explosion de l'accélérateur de particules comprend, outre Ralph Dibny, Al Rothstein alias Nuklon ou Atom Smasher, Grant Emerson alias Damage, Will Everett alias Amazing-Man, Bea Da Costa alias Fire et Ronnie Raymond alias Firestorm.

### Épisode 8:Flash contre Arrow
- États-Unis /  Canada : 2 décembre 2014 sur The CW / CTV
- Québec : 10 juillet 2015 sur Club Illico
- France : 23 juillet 2015 sur TF1
- Belgique : 13 décembre 2015 sur La Deux

- États-Unis : 4,34 millions de téléspectateurs[52] (première diffusion)
- Canada : 2,45 millions de téléspectateurs[53] (première diffusion + différé 7 jours)
- France : 1,54 million de téléspectateurs[51] (première diffusion)

- Stephen Amell (Oliver Queen / Arrow)
- Emily Bett Rickards (Felicity Smoak)
- David Ramsey (John Diggle)
- Anna Hopkins (Samantha Clayton)

- C'est la première partie du crossover avec la série Arrow qui s'achève dans l'épisode 8 de la saison 3 d’Arrow.
- Samantha Clayton est déjà apparue dans l'épisode 20 de la deuxième saison d’Arrow avant d'apparaître dans la série. Elle était tombée enceinte d'Oliver Queen et Moira lui avait proposé un million de dollars pour qu'elle reparte à Central City et qu'elle ne donne plus jamais de nouvelles à Oliver.

### Épisode 9:Le Rayon jaune
- États-Unis /  Canada : 9 décembre 2014 sur The CW / CTV
- Québec : 10 juillet 2015 sur Club Illico
- France : 29 juillet 2015 sur TF1
- Belgique : 13 décembre 2015 sur La Deux

- États-Unis : 4,66 millions de téléspectateurs[54] (première diffusion)
- Canada : 2,51 millions de téléspectateurs[55] (première diffusion + différé 7 jours)
- France : 2,16 millions de téléspectateurs[56] (première diffusion)

- Amanda Pays (Dr Tina McGee)

- Cet épisode est le dernier diffusé avant la pause hivernale 2014[57].
- Dans cet épisode, Amanda Pays reprend le rôle qu'elle tenait dans la première série de 1990.

### Épisode 10:CaptainGlaçons
- États-Unis /  Canada : 20 janvier 2015 sur The CW / CTV
- Québec : 17 juillet 2015 sur Club Illico
- France : 30 juillet 2015 sur TF1
- Belgique : 28 août 2016 sur La Deux

- États-Unis : 3,87 millions de téléspectateurs[58] (première diffusion)
- Canada : 2,18 millions de téléspectateurs[59] (première diffusion + différé 7 jours)
- France : 1,67 million de téléspectateurs[56] (première diffusion)

- Luc Roderique (Jason Rusch)

### Épisode 11:La Revanche du disciple
- États-Unis /  Canada : 27 janvier 2015 sur The CW / CTV
- Québec : 17 juillet 2015 sur Club Illico
- France : 5 août 2015 sur TF1
- Belgique : 4 septembre 2016 sur La Deux

- États-Unis : 4,08 millions de téléspectateurs[60] (première diffusion)
- Canada : 2,32 millions de téléspectateurs[61] (première diffusion + différé 7 jours)
- France : 1,88 million de téléspectateurs[62] (première diffusion)

- Roger Howarth (Mason Bridge)
- Andy Mientus (Hartley Rathaway)
- Tom Butler (l'éditeur d'Iris)

### Épisode 12:La Téléporteuse
- États-Unis /  Canada : 3 février 2015 sur The CW / CTV
- Québec : 17 juillet 2015 sur Club Illico
- France : 6 août 2015 sur TF1
- Belgique : 11 septembre 2016 sur La Deux

- États-Unis : 3,6 millions de téléspectateurs[63] (première diffusion)
- Canada : 2,43 millions de téléspectateurs[64] (première diffusion + différé 7 jours)
- France : 1,43 million de téléspectateurs[62] (première diffusion)

- Malese Jow (Linda Park)
- Andy Mientus (Hartley Rathaway)
- Britne Oldford (Shawna Baez / Peek-a-Boo)
- Micah Parker (Clay Parker)
- Victor Garber (Martin Stein)

### Épisode 13:Le Flambeau humain
- États-Unis /  Canada : 10 février 2015 sur The CW / CTV
- Québec : 24 juillet 2015 sur Club Illico
- France : 12 août 2015 sur TF1
- Belgique : 18 septembre 2016 sur La Deux

- États-Unis : 3,66 millions de téléspectateurs[65] (première diffusion)
- Canada : 2,26 millions de téléspectateurs[66] (première diffusion + différé 7 jours)
- France : 1,89 million de téléspectateurs[67] (première diffusion)

- Victor Garber (Martin Stein)
- Clancy Brown (Général Wade Eiling)

### Épisode 14:Relation fusionnelle
- États-Unis /  Canada : 17 février 2015 sur The CW / CTV
- Québec : 24 juillet 2015 sur Club Illico
- France : 13 août 2015 sur TF1
- Belgique : 25 septembre 2016 sur La Deux

- États-Unis : 4,01 millions de téléspectateurs[68] (première diffusion)
- Canada : 2,2 millions de téléspectateurs[69] (première diffusion + différé 7 jours)
- France : 1,53 million de téléspectateurs[67] (première diffusion)

- Victor Garber (Martin Stein)
- Clancy Brown (Général Wade Eiling)

### Épisode 15:Hors du temps
- États-Unis /  Canada : 17 mars 2015 sur The CW / CTV
- Québec : 24 juillet 2015 sur Club Illico
- France : 19 août 2015 sur TF1
- Belgique : 2 octobre 2016 sur La Deux

- États-Unis : 3,69 millions de téléspectateurs[70] (première diffusion)
- Canada : 2,21 millions de téléspectateurs[71] (première diffusion + différé 7 jours)
- France : 2,30 millions de téléspectateurs[72] (première diffusion)

- Liam McIntyre (Mark Mardon / The Weather Wizard)
- Chad Rook (Clyde Mardon)
- Jenn MacLean-Angus (Chirurgien)
- Jeremy Schuetze (Rob)

### Épisode 16:Si le futur m'était conté
- États-Unis /  Canada : 24 mars 2015 sur The CW / CTV
- Québec : 31 juillet 2015 sur Club Illico
- France : 19 août 2015 sur TF1
- Belgique : 9 octobre 2016 sur La Deux

- États-Unis : 3,33 millions de téléspectateurs[73] (première diffusion)
- Canada : 2,02 millions de téléspectateurs[74] (première diffusion + différé 7 jours)
- France : 1,97 million de téléspectateurs[72] (première diffusion)

- Dominic Purcell (Mick Rory / Heat Wave)
- Wentworth Miller (Leonard Snart / Captain Cold)
- Peyton List (Lisa Snart / Golden Glider)
- Nicholas Gonzalez (Dante Ramon)
- Liam McIntyre (Mark Mardon / The Weather Wizard)

### Épisode 17:Trickster
- États-Unis /  Canada : 31 mars 2015 sur The CW / CTV
- Québec : 31 juillet 2015 sur Club Illico
- France : 20 août 2015 sur TF1
- Belgique : 16 octobre 2016 sur La Deux

- États-Unis : 3,67 millions de téléspectateurs[75] (première diffusion)
- Canada : 1,98 million de téléspectateurs[76] (première diffusion + différé 7 jours)
- France : 1,55 million de téléspectateurs[72](première diffusion)

- Vito D'Ambrosio (Tony Bellows)
- Devon Graye (Axel Walker / The Trickster)
- Mark Hamill (James Jesse / The Trickster)
- Matt Letscher (Eobard Thawne / Nega-Flash)
- Bre Blair (Tess Morgan)

Barry et Joe cherchent comment démasquer Wells quand un nouveau criminel apparaît : le Trickster, qui parachute des bombes sur un parc de la ville. Il semble cependant que le Trickster ne soit qu'un copieur, car James Jesse, le Trickster original, est en prison depuis 20 ans et il n'apprécie pas qu'on lui ait volé son nom. Le nouveau Trickster lance une nouvelle menace avec la plus grosse bombe que son prédécesseur ait conçu, mais en la cherchant, Barry finit par réaliser qu'il s'agissait d'un piège : les deux hommes sont de connivence et ont organisé cette diversion pour permettre l'évasion de Jesse et de prendre un otage, le père de Barry. Celui-ci est en pleine crise de conscience, avec son père en danger et Wells qui lui cache la vérité. Les Tricksters lancent leur nouvelle attaque : ils empoisonnent les invités d'un gala tenu par le maire de la ville et ne donneront l'antidote que s'ils vident leurs comptes en banque. Quand Barry tente d'intervenir, il se voit poser une bombe au poignet qui n'explosera que si Flash ralentit. Wells lui souffle alors le moyen de se débarrasser de la bombe : en vibrant à la bonne vitesse, il pourra traverser la matière et laisser la bombe derrière lui. Barry y parvient et sauve les invités et son père à temps. Le problème reste maintenant Wells : Barry et Joe révèlent ce qu'ils savent à Eddie, qui les aide en tenant Iris éloignée de leur enquête, maintenant que Barry est sûr que Wells est Nega-Flash.
- Mark Hamill reprend dans cet épisode le personnage qu'il interprétait dans la série de 1990 et Vito D'Ambrosio celui de Bellows qui de simple policier en uniforme est devenu maire.
- La réplique de Mark Hamill "je suis ton père" , est un clin d'œil à l'un des premiers films de cet acteur: Star Wars, quand Dark Vador lui annonce qu'il est son père, ce qui est devenu une réplique culte des fans de Star Wars.

### Épisode 18:La Piqûre de la trahison
- États-Unis /  Canada : 14 avril 2015 sur The CW / CTV
- Québec : 31 juillet 2015 sur Club Illico
- France : 26 août 2015 sur TF1
- Belgique : 23 octobre 2016 sur La Deux

- États-Unis : 3,67 millions de téléspectateurs[77] (première diffusion)
- Canada : 1,94 million de téléspectateurs[78] (première diffusion + différé 7 jours)
- France : 1,52 million de téléspectateurs[79](première diffusion)

- Emily Bett Rickards (Felicity Smoak)
- Brandon Routh (Ray Palmer / Atom)
- Emily Kinney (Brie Larvan)
- Amanda Pays (Christina McGee)

- Lorsque Ray Palmer arrive à Central City avec l'armure ATOM, Caitlin l'aperçoit de loin et dit : « Est-ce que c'est un oiseau ? » et Cisco répond alors : « C'est un avion ? ». Ces phrases font référence à Superman, que l'acteur Brandon Routh a incarné dans le film Superman Returns.

### Épisode 19:Monsieur tout le monde
- États-Unis /  Canada : 21 avril 2015 sur The CW / CTV
- Québec : 7 août 2015 sur Club Illico
- France : 27 août 2015 sur TF1
- Belgique : 30 octobre 2016 sur La Deux

- États-Unis : 3,75 millions de téléspectateurs[80] (première diffusion)
- Canada : 1,96 million de téléspectateurs[81] (première diffusion + différé 7 jours)
- France : 1,23 million de téléspectateurs[79](première diffusion)

- Paul Blackthorne (le capitaine Quentin Lance)
- Katie Cassidy (Laurel Lance)
- Martin Novotny (Hannibal Bates)

- Au début de l'épisode, on peut voir un panneau mentionnant Coast City ainsi que Ferris Airlines, qui sont respectivement la ville de résidence et l'employeur de Hal Jordan, un des Green Lantern

### Épisode 20:La Chambre forte du temps
- États-Unis /  Canada : 28 avril 2015 sur The CW / CTV
- Québec : 7 août 2015 sur Club Illico
- France : 2 septembre 2015 sur TF1
- Belgique : 20 novembre 2016 sur La Deux

- États-Unis : 3,93 millions de téléspectateurs[82] (première diffusion)
- Canada : 2,03 millions de téléspectateurs[83] (première diffusion + différé 7 jours)
- France : 1,22 million de téléspectateurs[84] (première diffusion)

- Jeremy Schuetze (Rob)
- Jessie Fraser (l'infirmière)
- Martin Novotny (Hannibal Bates)

- Au début de l'épisode; Gideon décrit Barry comme le directeur de la police scientifique et Flash comme un membre fondateur avant d'être interrompue par Barry. Cela fait référence à la Ligue de Justice (Justice League).[réf. nécessaire]

### Épisode 21:Grodd le gorille
- États-Unis /  Canada : 5 mai 2015 sur The CW / CTV
- Québec : 7 août 2015 sur Club Illico
- France : 3 septembre 2015 sur TF1
- Belgique : 11 décembre 2016 sur La Deux

- États-Unis : 3,62 millions de téléspectateurs[85] (première diffusion)
- Canada : 1,784 million de téléspectateurs[86] (première diffusion + différé 7 jours)
- France : 888 000 téléspectateurs[84](première diffusion)

- Clancy Brown (le général Wade Eiling)
- Jane Hancock (la mère)
- David Sobolov (voix originale de Gorilla Grodd)

### Épisode 22:Alliances inattendues
- États-Unis /  Canada : 12 mai 2015 sur The CW / CTV
- Québec : 14 août 2015 sur Club Illico
- France : 9 septembre 2015 sur TF1
- Belgique :  15 janvier 2017 sur La Deux

- États-Unis : 3,65 millions de téléspectateurs[87] (première diffusion)
- Canada : 1,877 million de téléspectateurs[88] (première diffusion + différé 7 jours)
- France : 1,08 million de téléspectateurs[89](première diffusion)

- Peyton List (Lisa Snart / Golden Glider)
- Liam McIntyre (Mark Mardon / Weather Wizard)
- Britne Oldford (Shauna Baez / Peek-a-Boo)
- Stephen Amell (Oliver Queen / Arrow)
- Robbie Amell (Ronnie Raymond / Firestorm)
- Doug Jones (Jake Simmons / Deathbolt)
- Paul Anthony (Roy G. Bivolo / Rainbow Raider)
- Anthony Carrigan (Kyle Nimbus / The Mist)

### Épisode 23:Un dilemme cornélien
- États-Unis /  Canada : 19 mai 2015 sur The CW[90] / CTV
- Québec : 14 août 2015 sur Club Illico
- France : 10 septembre 2015 sur TF1
- Belgique :  22 janvier 2017 sur La Deux

- États-Unis : 3,87 millions de téléspectateurs[91] (première diffusion)
- Canada : 2,115 millions de téléspectateurs[92] (première diffusion + différé 7 jours)
- France : 752 000 téléspectateurs[89](première diffusion)

- Victor Garber (Pr Martin Stein)
- Robbie Amell (Ronnie Raymond / Firestorm)
- Ciara Renée (Kendra Saunders / Hawkgirl)

- Avant que Barry ne s'élance pour ouvrir le "Trou de verre", Cisco lui dit "Que la vitesse soit avec toi", référence de pop culture liée à Star Wars.
- Après l'ouverture du « Trou de Ver », le signal d'Eobard Thawne est en fait le casque de la première personne à avoir porté l'identité de Flash, Jay Garrick.

- Quelques personnages de la nouvelle série dérivée Legends of Tomorrow font une apparition dans cet épisode.